# Anthony Akoto Osei
Anthony Akoto Osei (* 18. April 1953; † 20. März 2023) war ein führender Banker und Politiker Ghanas. Osei war im aktuellen Kabinett von Präsident John Agyekum Kufuor seit dem 1. August 2007 Staatsminister für Finanzen und ökonomische Planung.
Osei war studierter Ökonom und promovierte im Jahr 1987 in Wirtschaftswissenschaften.
Er war Mitglied des Parlaments für den Wahlkreis Tafo/Pankrono in der Ashanti Region. Er wurde im Mai 2003 Vizeminister für Finanzen und wirtschaftliche Planung und war ein bedeutender Wirtschaftsberater der Regierung.
Am 27. März 2002 wurde Osei Vorstandsmitglied der Merchant Bank (Ghana) Ltd. Zuvor arbeitete er als assoziierter Professor an der Dollard University (USA) und zuvor als Wissenschaftlicher Mitarbeiter im Center for Policy Analysis (Ghana).